# Omen III: The Final Conflict
Omen III: The Final Conflict (1981) es el final de la trilogía La profecía. Dirigida por Graham Baker, cuenta con Sam Neill, Rossano Brazzi, Lisa Harrow y Don Gordon en los roles principales.

## Argumento
Después de la muerte de sus tíos y de desaparecer del mapa, Damien Thorn (Sam Neill) es un ejecutivo exitoso que mantiene una gran amistad con las esferas gubernamentales de su país y además es el presidente de las Industrias Thorn. 
Entre los escombros del Museo Thorn (que fuera incendiado por Damien en la película anterior Damien: Omen II), un sacerdote enviado por el padre DeCarlo (Rossano Brazzi) encuentra y se hace con las dagas de Meggido y las esconde en el monasterio de Subiaco ya que es necesario combatir al Mal.
Damien, mientras, le cuenta a su amigo Harvey Dean (Don Gordon), futuro padre, sus planes para ocupar la Embajada de los Estados Unidos en Reino Unido. Para lo cual hace que el actual embajador se suicide haciendo que un revólver lo mate disparándole cuando los periodistas abren la puerta de su despacho para asistir a una conferencia que decía que iba a dar a las tres ese mismo día produciéndose su muerte ante los medios de comunicación. 
Cuando el presidente de los Estados Unidos lo nombra nuevo embajador, el Anticristo conoce a la periodista Kate Reynolds (Lisa Harrow), quien le invita a su programa de televisión titulado《el mundo enfocado》. Además, Damien y Kate empiezan a salir asiduamente, incluyendo una buena relación con Peter (Barnaby Holm), el hijo de 12 años de la periodista. Es durante uno de los paseos que dan los tres cuando escuchan a un monje encubierto como predicador alertar de la Segunda Venida de Cristo. 
En una entrevista uno de los monjes llega al set y ataca a Damien con una de las siete dagas, pero un accidente hace que muera quemado vivo. Tras este suceso Damien recupera la daga y decide contarle a Harvey Dean el secreto de esos objetos. De este modo comienza la búsqueda de las seis dagas restantes, además se descubre el mes, día y hora del regreso de Jesús Nazareno: el 24 de marzo a media noche. 
Cuando Damien, Kate y Peter asisten a una cacería de zorros, los monjes deciden preparle de nuevo una trampa, pero solo mueren ellos: el primero muere arrojado del puente por su propio caballo y el segundo es despedazado por los perros sabuesos a una orden de Damien. Luego Damien consigue 5 dagas faltándole una: la que posee el padre DeCarlo; con la sangre de los sacerdotes muertos Damien moja un pañuelo y bautiza con ella a Peter fingiendo que es la tradición de manchar con la sangre de un zorro a quien asiste a su primera cacería. Tras esto el muchacho se vuelve aliado incondicional de Damien. A las órdenes de Damien, el Anticristo, los Discípulos de la Vigília matan a todo recién nacido en las 6 primeras horas del día 24 de marzo, por si alguno de ellos fuese Jesús Nazareno renacido; Damien pregunta a su amigo Harvey por su hijo recién nacido, pero él le asegura que nació en una fecha diferente.
Kate, que como periodista está investigando estas misteriosas muertes, descubre por boca del padre DeCarlo la verdadera identidad de Damien, pero no se percata que su hijo Peter es un nuevo apóstata del Anticristo. Siguiendo las órdenes de Damien, Peter persigue al padre DeCarlo por todos lados, sin perderlo de vista. En aquellos días, Kate, en una salida con Damien, le hace ciertas preguntas para poner a prueba la creencia de DeCarlo, pero fracasa y accidentalmente cae a un lago. Damien la rescata y la lleva a su mansión, donde mantienen relaciones sexuales (concibiendo a la futura hija de Damien, la niña Delia de la película La Profecía IV). Al día siguiente, Kate descubre a Damien desnudo en un oscuro recinto y al hurgar en su cabeza, descubre el número 666, marcado en su cuero cabelludo entre el pelo y quedando atónita tras este suceso sale de ahí.
Peter pone al día a Damien sobre el padre DeCarlo y Damien le pide a su amigo Harvey Dean que mate a su hijo recién nacido, ya que desea prevenir cualquier eventualidad, pero Harvey nuevamente le asegura que su hijo nació en otra fecha; Damien responde argumentado "si Abraham estuvo dispuesto a sacrificar a su único hijo por amor a su Dios, ¿por qué no haces lo mismo por el mío?". Ignorando la petición, Harvey vuelve a casa; sin embargo su mujer, es manipulada por el familiar de Damien para que alucine con que el recién nacido es un monstruo, por lo que lo mata con una plancha caliente, cosa que repite con Harvey cuando regresa a casa y descubre el hecho.
El padre DeCarlo descubre que Peter está ayudando al hijo de Satanás, y junto a Kate, van a buscarlo a la Mansión Thorn, donde está junto a Damien en el altar de Satán. Kate, con tal de salir de allí con vida, miente y le dice que sabe donde está ese bebé que acabará con él: el hijo de Dios. Al llegar Damien, Peter y Kate a un monasterio abandonado, DeCarlo aparece e intenta atacar a Damien, pero éste utiliza a Peter como escudo y el adolescente muere ante los ojos de su madre Kate, quien llora su muerte. DeCarlo se enfrenta a Damien quedando inconsciente y Kate, enfurecida, le clava el puñal sagrado a Damien, el Anticristo, acabando con él. Tras ser apuñalado Damien pronuncia sus últimas palabras que son: 《Nazareno, no has ganado nada...》. El Bien ha vuelto a ganarle al Mal y en ese instante Jesucristo se aparece espectacularmente en forma de luz. En los créditos finales puede leerse la última parte del Apocalipsis, capítulo XXI: "Y Él limpiará toda lágrima de sus ojos. Y la muerte no será más, ni el dolor, ni la desesperación, ni el clamor. Las cosas anteriores han pasado".

## Reparto
| Personaje                | Actor original    | Actor de doblaje - Los Ángeles |
| ------------------------ | ----------------- | ------------------------------ |
| Damien Thorn             | Sam Neill         | Jorge Roig                     |
| Padre DeCarlo            | Rossano Brazzi    | Carlos Petrel                  |
| Kate Reynolds            | Lisa Harrow       | Daniela Durán                  |
| Peter Reynolds           | Barnaby Holm      | Sylvia Garcel                  |
| Harvey Dean              | Don Gordon        | Luis Accinelli                 |
| Presidente de EUA        | Mason Adams       | Antonio Raxel                  |
| Embajador de EUA         | Robert Arden      | Jorge García                   |
| Bárbara Dean             | Leueen Willoughby | Rocío Garcel                   |
| Hermano Benito           | Marc Boyle        | Antonio Raxel                  |
| Hermano Martin           | Milos Kirek       | Jorge García                   |
| Hermano Mattius          | Tommy Duggan      | Alejandro Abdalah              |
| Hermano Paulo            | Louis Mahoney     | Jesús Brock                    |
| Hermano Simeón           | Richard Oldfield  | Jesús Barrero                  |
| Diplomático              | John Baskcomb     | Alejandro Abdalah              |
| Dr. Philmore             | Norman Bird       | Edgar Wald                     |
| Astrónomo                | Arnold Diamond    | Edgar Wald                     |
| Técnico del astrónomo    | Eric Richard      | Jesus Brock                    |
| Secretaria del embajador | Ruby Wax          | Rocío Robledo                  |